# Хомик Дмитро Михайлович
Хомик Дмитро Михайлович (псевдо: Михась, Рибалка, Роман, Ромко; 29 вересня 1923, Пулави, Коросненський повіт, Підкарпатське воєводство, Польща — 12 грудня 1950, с. Сукіль, Болехівська міська рада, Івано-Франківська область) — лицар Золотого хреста бойової заслуги УПА 2 класу.

## Життєпис
Освіта — 4 класи народної школи. За фахом — швець. Неодружений. Симпатик ОУН із 1942 р. У 1943 р. забраний німцями до «Бавдінсту» у м. Переворськ (тепер — місто Підкарпатського в-ва, Польща), де відслужив рік і повернувся додому, відтак два місяці перебував на примусових оборонних роботах, звідки втік.
У лавах збройного підпілля ОУН із квітня 1944 р. Стрілець місцевої самооборони (04.1944-15.03.1946), мінометник (03.-04.1946), а відтак зв'язковий почоту (04.1946-15.08.1947) сотні УПА «Хріна», охоронець командира ТВ 24 «Маківка» (15.08.1947-10.09.1949), стрілець кур'єрської групи Проводу ОУН в Україні, яка доставила підпільну пошту за кордон до ЗП УГВР (10.09.-1.12.1949).
Закінчив американську розвідувальну школу в Західній Німеччині.
31 травня 1950 у складі групи з чотирьох кур'єрів, якою керував Михайло Дуда-«Громенко», був скинутий на парашутах на території УРСР біля с. Танява Болехівського району на Івано-Франківщині.
Загинув у криївці, застрелився, щоб живим не потрапити в руки ворога. Старший вістун (8.12.1947), булавний (10.09.1949); відзначений Бронзовим хрестом бойової заслуги (1946—1947), Золотим хрестом бойової заслуги 2 класу (20.07.1950).